# Marcelle Lentz-Cornette
Marcelle Lentz-Cornette (ur. 2 marca 1927 w Niederkorn, zm. 29 stycznia 2008) – luksemburska polityk, nauczycielka i chemik, poseł do Izby Deputowanych, od 1980 do 1989 posłanka do Parlamentu Europejskiego I i II kadencji.

## Życiorys
Ukończyła studia chemiczne na Sorbonie, następnie obroniła doktorat z nauk przyrodniczych na tej uczelni. Pracowała jako nauczycielka w gimnazjum, a od 1952 do 1964 w Lycée Hubert Clément w Esch-sur-Alzette. Zaangażowała się w działalność polityczną w ramach Chrześcijańsko-Społecznej Partii Ludowej. Od 1968 do 1980 pozostawała radną gminy Sanem, od 1970 do 1980 zasiadała w jej władzach. W latach 1979–1999 przez cztery kadencje posłowała w Izbie Deputowanych.
W 1979 kandydowała do Parlamentu Europejskiego, mandat uzyskała 5 marca 1980 w miejsce Jeana Spautza (w 1984 reelekcja). Przystąpiła do Europejskiej Partii Ludowej, od 1985 do 1989 zasiadała w jej prezydium. Należała m.in. do Komisji ds. Środowiska Naturalnego, Zdrowia Publicznego i Ochrony Konsumentów oraz Komisji ds. Kontroli Budżetu. W latach 1989–1999 zasiadała w Zgromadzeniu Parlamentarnym Rady Europy (od 1998 jako wiceprezes), zajmując się głównie działalnością humanitarną w Afryce i Ameryce Południowej. W międzyczasie powróciła do rady gminy Sanem (1997–1999, 2001–2003). Uważano ją za polityczną mentorkę Jean-Claude’a Junckera, z którym blisko współpracowała przez wiele lat.

## Życie prywatne
Od 1956 była w związku małżeńskim z Albertem Lentzem. Zmarła w wieku 80 lat.

## Odznaczenia
Odznaczona m.in. Orderem Korony Dębowej (1999) oraz Orderem Zasługi Republiki Federalnej Niemiec. W 2013 jej imieniem nazwano plac w Belval, części Esch-sur-Alzette.